# Blake Thompson
Blake Edward Thompson (Gold Coast, 4 juli 1993) is een Australisch-Engels voetballer die doorgaans als verdediger speelt.

## Carrière
Blake Thompson tekende in de zomer van 2016 een contract bij FC Dordrecht, nadat hij daar een proefperiode had afgewerkt. Hij maakte zijn debuut op 15 augustus 2016, in de met 1-1 gelijkgespeelde uitwedstrijd tegen Jong FC Utrecht.